# Gravelotte

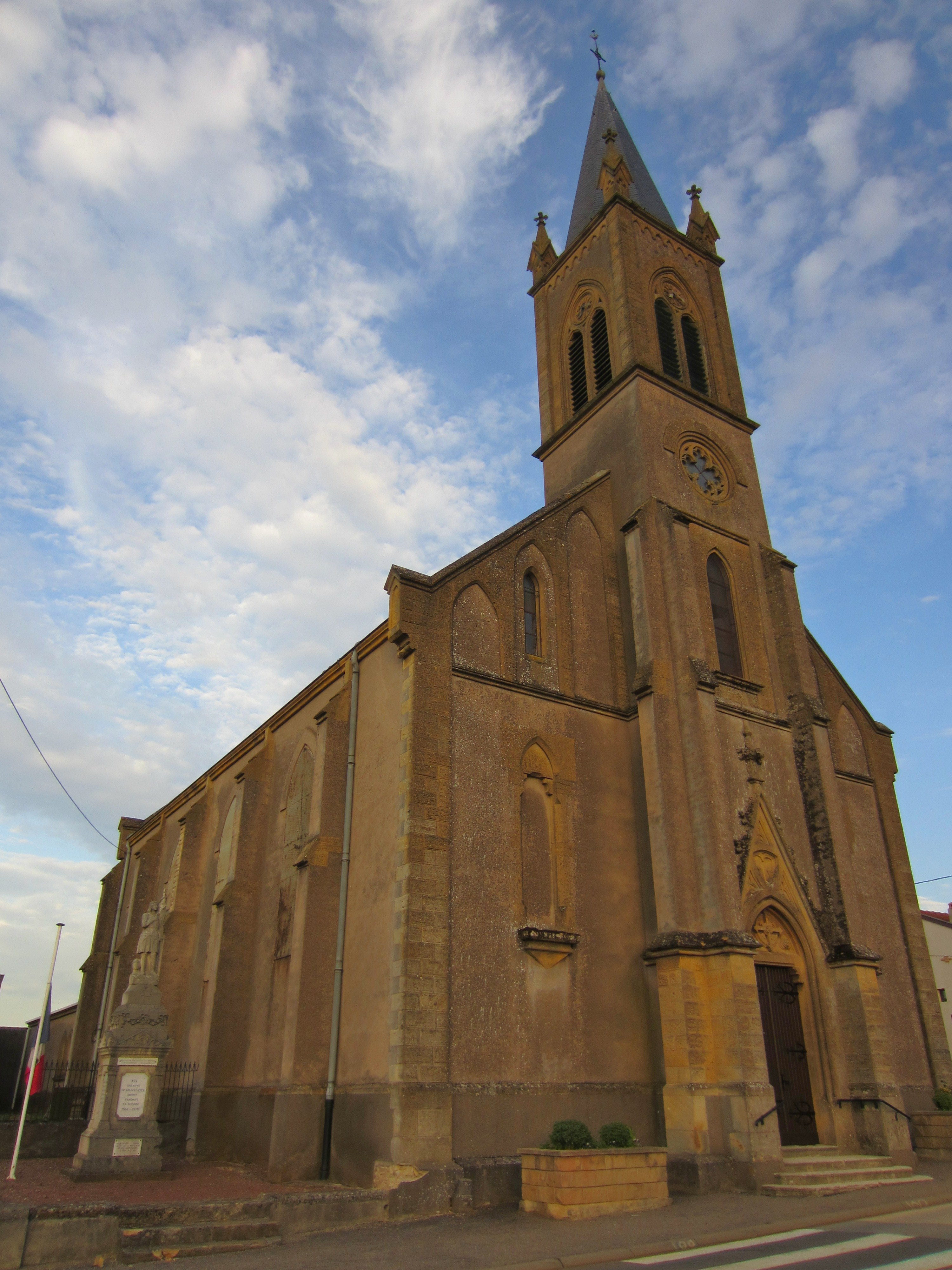
Kirche St. Leonhard

Gravelotte ist eine französische Gemeinde mit 813 Einwohnern (Stand 1. Januar 2022) im Département Moselle in der Region Grand Est (bis 2015 Lothringen).

## Geographie
Die Gemeinde liegt in Lothringen, rund 15 Kilometer westlich der Stadt Metz. Das Gemeindegebiet ist Teil des Regionalen Naturparks Lothringen. 
Zu Gravelotte gehören die Gehöfte La Poste (Posthof), Mogador und Petit-Gravelotte (Klein Gravelotte). 

## Geschichte
Erstmals erwähnt wurde Gravelotte im Jahre 1137 als Graveium. Die Ortschaft gehörte früher zum Bistum Metz.
In der Nacht vom 9.–10. Juli 1815 wurde hier ein russischer Posten durch Verrat von Metz aus überfallen.
Der Ort erlangte Bekanntheit durch die Schlacht bei Gravelotte, die am 18. August 1870 während des Deutsch-Französischen Krieges in der Nähe stattfand. Der preußische König hatte in Gravelotte an dem Tag sein Hauptquartier.
Durch den Frankfurter Frieden vom 10. Mai 1871 kam die Region an das deutsche Reichsland Elsaß-Lothringen, und das Dorf wurde dem Landkreis Metz im Bezirk Lothringen zugeordnet. Die Dorfbewohner betrieben Getreide- und Kartoffelbau sowie Viehzucht.
Nach dem Ersten Weltkrieg musste die Region aufgrund der Bestimmungen des Versailler Vertrags 1919 an Frankreich abgetreten werden und wurde Teil des Département Moselle.
Im Zweiten Weltkrieg war die Region von der deutschen Wehrmacht besetzt.
In der Kriegsgräberstätte Gravelotte ruhen Gefallene des Deutsch-Französischen Kriegs von 1870/1871. Etwa 3000 deutsche und französische Soldaten wurden hauptsächlich in Massengräbern beigesetzt. Gegenüber der Kriegsgräberstätte, auf der gegenüberliegenden Seite der Straße D 603, wurde im Jahr 2014 ein Museum zum Deutsch-Französischen Krieg eröffnet.

### Demographie
| Anzahl Einwohner seit Ende des Zweiten WeLtkriegs | Anzahl Einwohner seit Ende des Zweiten WeLtkriegs | Anzahl Einwohner seit Ende des Zweiten WeLtkriegs | Anzahl Einwohner seit Ende des Zweiten WeLtkriegs | Anzahl Einwohner seit Ende des Zweiten WeLtkriegs | Anzahl Einwohner seit Ende des Zweiten WeLtkriegs | Anzahl Einwohner seit Ende des Zweiten WeLtkriegs | Anzahl Einwohner seit Ende des Zweiten WeLtkriegs | Anzahl Einwohner seit Ende des Zweiten WeLtkriegs |
| ------------------------------------------------- | ------------------------------------------------- | ------------------------------------------------- | ------------------------------------------------- | ------------------------------------------------- | ------------------------------------------------- | ------------------------------------------------- | ------------------------------------------------- | ------------------------------------------------- |
| Jahr                                              | 1962                                              | 1968                                              | 1975                                              | 1982                                              | 1990                                              | 1999                                              | 2007                                              | 2019                                              |
| Einwohner                                         | 375                                               | 428                                               | 508                                               | 507                                               | 530                                               | 652                                               | 692                                               | 627                                               |

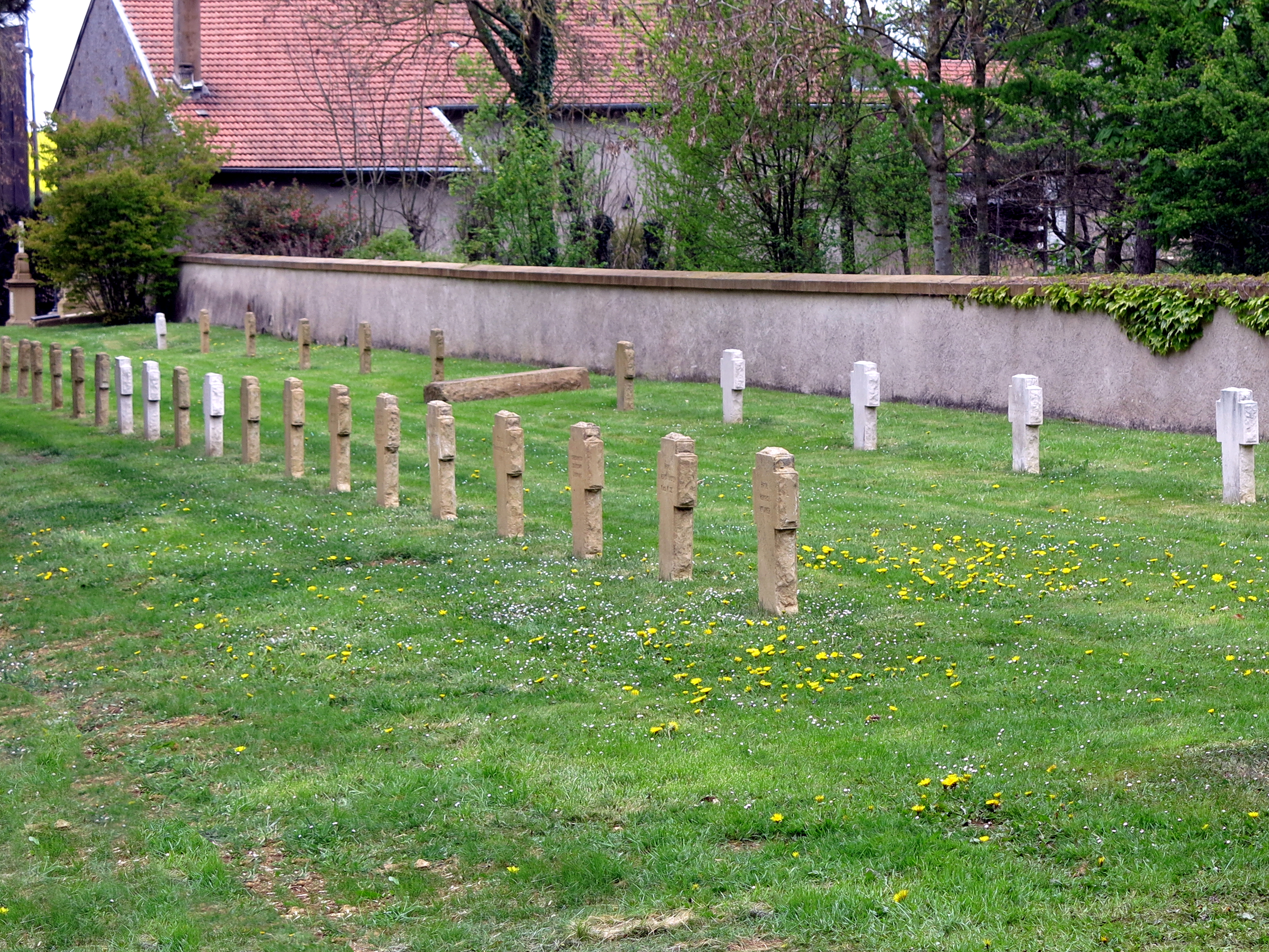
Kriegsgräberstätte Gravelotte